# Sárisáp
Sárisáp is een plaats (község) en gemeente in het Hongaarse comitaat Komárom-Esztergom. Sárisáp telt 2949 inwoners (2001).